# Посікіра Людмила Кузьмівна
Людмила Кузьмівна Посікіра  (16 червня 1952, Рівне) — українська бандуристка, викладач. Заслужена артистка України (1994). Народна артистка України (2004).

## Життєпис
Закінчила Львівське музичне училище (1972) і Львівську консерваторію клас В. Герасименка (1977). Лауреат республіканського конкурсу виконавців на народних інструментів.
Професор, викладач бандури в Львівській консерваторії. Завідувачка кафедри народних інструментів Львівської державної музичної академії імені М. В. Лисенка.
Лауреат республіканського (1977 рік, друга премія) і Всесоюзного (1978 рік, перша премія) конкурсів. Гастролювала в США, Канаді, Польщі, Чехословаччині, Мексиці, Італії, Югославії.